# Jonas Elmer (réalisateur)
Pour les articles homonymes, voir Jonas Elmer et Elmer.
Jonas Elmer, né le 14 mars 1966 à Virum au Danemark, est un réalisateur danois. 

## Filmographie partielle
- 1997 : Let's Get Lost
- 2001 : Monas verden
- 2005 : Nynne
- 2009 : New in Town
- 2013 : Det andet liv
- 2017 : Jeg er William